# WikiScanner
WikiScanner (krajše ime za Wikipedia Scanner, pregledovalnik Wikipedije) je orodje, ki ga je ustvaril Virgil Griffith in ki vsebuje javno dostopno podatkovno bazo urejanj Wikipedije. Orodje omogoča ugotavljanje povezav med anonimnimi urejevalci in organizacijami, ki so lastniki bloka naslovov IP.
WikiScanner ne  more ločiti urejanj avtoriziranih uporabnikov od urejanj, ki jih naredijo uporabniki na računalnikih z javnim dostopom ali pa v primeru vdora v sistem in zlorabe naslova IP. 
Orodje je trenutno na voljo le za največje Wikipedije (angleška, francoska, nemška in japonska). Orodje WikiScanner je tako razkrilo, da naj bi zaposleni na Svetem sedežu, pri CIA in mnogih drugih organizacijah popravljali vnose v angleški Wikipediji.